# Hugh Allan

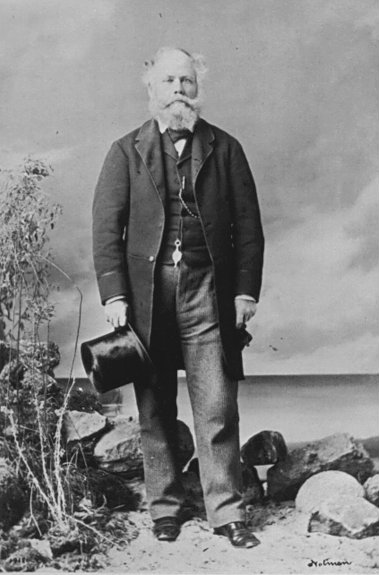
Hugh Allan

Sir Hugh Allan (* 29. September 1810 in Saltcoats, Strathclyde, Schottland; † 9. Dezember 1882 in Edinburgh, Schottland) war ein schottisch-kanadischer Bankier, Reeder und Eisenbahnmagnat. Er war einer der einflussreichsten Unternehmer Kanadas in der zweiten Hälfte des 19. Jahrhunderts.

## Biografie
Hugh Allan wurde als Sohn einer Seefahrerfamilie geboren, die mehrere Schiffe besaß, die von Glasgow zum Sankt-Lorenz-Strom fuhren. Mit dreizehn Jahren begann er als Büroangestellter im familieneigenen Betrieb zu arbeiten. 1826 wanderte er nach Kanada aus. In Montreal arbeitete für ein schnell wachsendes Handelsunternehmen und stieg bald zum Partner auf. Um 1840 kontrollierte die Firma bereits 12 Prozent des gesamten Überseehandels nach Montreal.
Von 1851 bis 1854 war er Präsident der Handelskammer von Montreal und setzte die Einrichtung einer regelmäßig verkehrenden Schifffahrtslinie nach Großbritannien durch, die vom Staat subventioniert wurde. 1863 übernahm er die Kontrolle über das gesamte Unternehmen, das offiziell zwar Montreal Ocean Steamship Company hieß, im Volksmund aber einfach Allan Line genannt wurde.
Seit Ende der 1850er Jahre war Allan auch im Eisenbahngeschäft tätig. 1871 wurde er Präsident der Montreal Northern Colonization Railway, die eine lukrative Strecke von den Laurentiden nach Montreal betrieb. Auch an anderen Gesellschaften war er finanziell beteiligt – immer mit dem Ziel, möglichst viele Exportgüter auf seine Dampfschiffe zu lenken. Der geschäftliche Erfolg und die engen Beziehungen zu ranghohen Politikern machten Allan zu einem der einflussreichsten Unternehmer Kanadas. Am 24. Juli 1871 wurde er als Knight Bachelor geadelt.
1871 wurden Pläne bekannt, eine transkontinentale Eisenbahn vom Atlantik zum Pazifik zu bauen. Um sich für die Ausführung des lukrativen Projekts bewerben zu können, gründete er das Konsortium Canada Pacific Railway (nicht identisch mit der heutigen Canadian Pacific Railway). Der zweite Bewerber um die Konzession war die Inter-Ocean Railway Company. Vor der Unterhauswahl 1872 bestach er Premierminister John Macdonald und weitere Mitglieder der konservativen Regierung und zahlte einen namhaften Betrag in den Wahlkampffonds, um sich den Auftrag zu sichern.
Doch 1873 flog der Pacific-Skandal auf, der schließlich zum Sturz der Macdonald-Regierung führte. Allan musste sich auf Druck der öffentlichen Meinung vom Projekt zurückziehen, blieb aber weiterhin mit anderen Eisenbahngesellschaften im Geschäft. Daneben besaß er mehrere Fabriken und war an fünf Versicherungen beteiligt.
Bereits von 1847 bis 1857 war er Direktor der Bank of Montreal gewesen. 1861 gründete er seine eigene Bank, die Merchants’ Bank, die rasch zum zweitgrößten Finanzinstitut des Landes aufstieg. Nachdem das Unternehmen 1877 beinahe Konkurs gegangen wäre, trat Allan als Präsident zurück. 1882 konnte er die Kontrolle über die Merchants’ Bank zurückgewinnen. Doch nur wenige Monate später, als er in Schottland seine Verwandten besuchte, starb er an einem Herzinfarkt. Er wurde in Montreal auf dem Friedhof Mont-Royal begraben.

## Familie
Allan war der zweite von fünf Söhnen von Alexander Allan (1780–1854) und Jean Crawford (1782–1856). 1844 heiratete er in Montreal Matilda Caroline Smith (1825–1881) und hatte mit ihr dreizehn Kinder, darunter der Schiffseigner Sir Montagu Allan.